# Karol Sycylijski (książę Kalabrii)

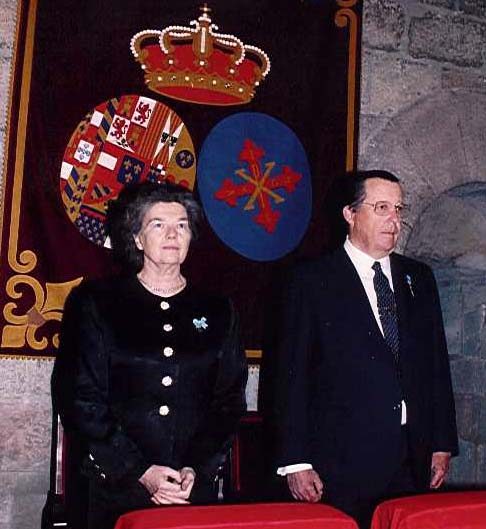
Karol Sycylijski Książę Kalabrii z żoną – księżną Anną

Karol, książę Kalabrii, właśc., hiszp. Carlos Maria Alfonso Marcel de Borbón-Dos Sicilias y Borbón-Parma (ur. 16 stycznia 1938 w Lozannie, zm. 5 października 2015 w Retuerta del Bullaque) – książę Obojga Sycylii, książę Kalabrii, hrabia Caserta, infant Hiszpanii. Jedyny syn Alfonsa Burbon-Sycylijskiego, księcia Kalabrii (1901–1964), i księżniczki Alicji Burbon-Parmeńskiej (ur. 1917).
Obok Karola, księcia Castro, był jednym z dwóch pretendentów do tytułu głowy Królewskiej Rodziny Burbonów Sycylijskich (z linii Kalabria). Na mocy Królewskiego Dekretu 2412 wydanego przez Jana Karola I Hiszpańskiego, z dnia 16 grudnia 1994, otrzymał również tytuł Infanta Hiszpanii. O ile siostry i ciotki obecnego króla Hiszpanii, zrzekły się praw do tronu, Karol był następny w „kolejce” do tronu – zaraz po dzieciach i wnukach Jana Karola I.

## Rodzina
Kiedy Karol miał rok, jego rodzina przeniosła się do Hiszpanii. Karol ma dwie siostry, jedną starszą i jedną młodszą:
- księżniczkę Teresę Burbon-Sycylijską, księżną Salerno (ur. 1937), od 1961 żonę Iñigo Moreno y de Arteaga, dwunastego markiza de Laula (ur. 1934),
- księżniczkę Inés Marię Burbon-Sycylijską, księżną Syrakuz (ur. 1940), od 1965 żonę Luisa Morales y Aguado (1933–2000), rozwiedli się w 1978.

W 1948, infant Jan Burbon, hrabia Barcelony wybrał Karola, aby ten razem z księciem Janem Karolem Burbonem uczęszczał do specjalnej szkoły, którą hrabia i dyktator Francisco Franco wybrali dla następcy tronu.
Karol mieszkał ze swoją rodziną w Madrycie. Posiadał ziemie w Toledo i Ciudad Real, oraz był udziałowcem w kilku potężnych firmach jak np. Repsol czy Telefónica. Był przewodniczącym Królewskiej Rady Rycerskich Zakonów: Santiago, Calatrava, Alcántara i Montesa.

## Małżeństwo i potomstwo
W 1965 Karol poślubił księżniczkę Annę Orleańską (ur. 1938), córkę Henryka Burbon-Orleańskiego, hrabiego Paryża, i księżniczki Izabelli Orleańskiej-Bragança, córki Piotra de Alcântara Brazylijskiego.
Para poznała się w 1962 w Atenach, na weselu króla Jana Karola I i królowej Zofii Glücksburg. Para miała pięcioro dzieci:
- księżniczkę Cristinę Burbon-Sycylijską (ur. 1966, Madrycie), od 1994 żonę Pedro López-Quesada y Fernández Urrutia (ur. 1964). Ich dziećmi są:
  - Victoria Lopez-Quesada y de Borbón-Dos Sicilias (ur. 1997),
  - Pedro Lopez-Quesada y de Bórbon-Dos Sicilias (ur. 2003)
- księżniczkę Maríę Burbon-Sycylijską (ur. 1967, w Madrycie), od 1996 żonę arcyksięcia Simeona Austriackiego (ur. 1958) – wnuka cesarza Karola I Habsburga. Ich dziećmi są:
  - arcyksiążę Johannes Austriacki (ur. 1997),
  - arcyksiążę Ludwig Austriacki (ur. 1998),
  - arcyksiężniczka Isabel Austriacka (ur. 2000),
  - arcyksiężniczka Carlota Austriacka (ur. 2003),
  - arcyksiążę Philipp Austriacki (ur. 2007),
- księcia Pedro Burbon-Sycylijskiego, księcia Noto (ur. 1968, w Madrycie), od 2001 męża Sofii Landaluce y Melgarejo (ur. 1973), wnuczki księcia San Fernando de Quiroga. Ich małżeństwo początkowo uznawane było za morganatyczne, jednak ostatecznie uznano je za dynastyczne, a dzieci księcia Pedro dziedziczą rodzinne tytuły i mają prawo do tronu sycylijskiego:
  - książę Jaime de Borbón-dos Sicilias y Landaluce, książę Capui (ur. 1992)[1],
  - książę Juan de Borbón-dos Sicilias y Landaluce (ur. 2003),
  - książę Pablo de Borbón-dos Sicilias y Landaluce (ur. 2004),
  - książę Pedro de Borbón-dos Sicilias y Landaluce (ur. 2007),
  - księżniczka Sofia de Borbón-dos Sicilias y Landaluce (ur. 2008),
  - księżniczka Blanca de Borbón-dos Sicilias y Landaluce (ur. 2011),
- księżniczkę Inés María Burbon-Sycylijską (ur. 1971, w Madrycie), od 2001 żonę neapolitańskiego arystokraty – Nobile Michele Carrelli Palombi dei Marchesi di Raiano (ur. 1965). Ich dziećmi są:
  - Nobile Teresa Carrelli Palombi dei Marchesi di Raiano (ur. 2003),
  - Nobile Blanca Carrelli Palombi dei Marchesi di Raiano (ur. 2005),
- księżniczkę Victorię Burbon-Sycylijską (ur. 1976, w Madrycie), od 2002 żonę Greka – Markosa Nomikosa (ur. 1965). Ich dziećmi są:
  - Anastasios Nomikos (ur. 2005),
  - Ana Nomikos (ur. 2006),
  - Carlos Nomikos (ur. 2008).